# لا رينيه (كيبك)
لا رينيه (بالإنجليزية: La Reine, Quebec)‏ هي بلدية محلية في كيبيك تقع في كندا في Abitibi-Ouest Regional County Municipality. يقدر عدد سكانها بـ 340 نسمة ومساحتها 97.60 كم2 .

## أعلام
- كريستين مور